# Bergasjön (Gällaryds socken, Småland)
Bergasjön är en sjö i Värnamo kommun i Småland och ingår i Lagans huvudavrinningsområde.